# Incidente de 28 de janeiro

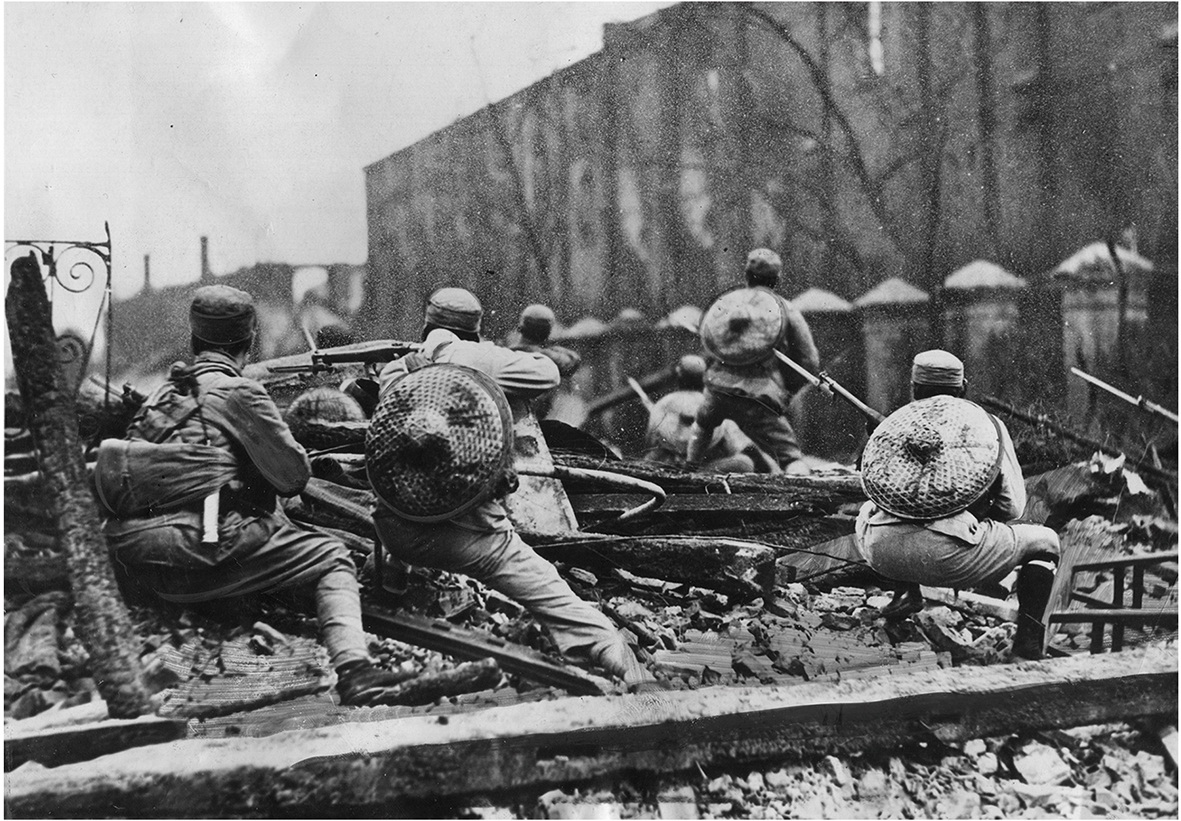
O Exército Chinês da 19ª Rota em posição defensiva

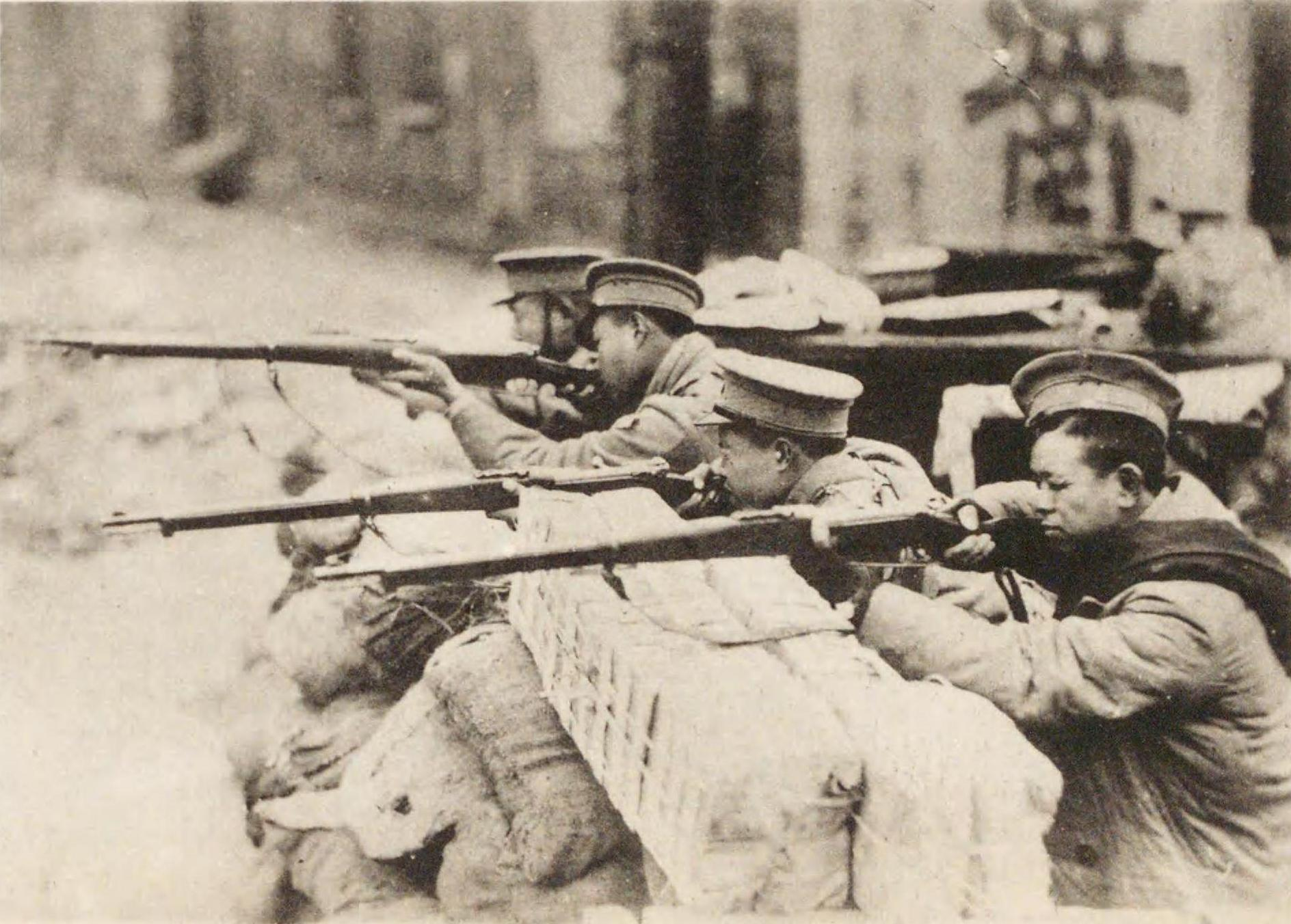
Polícia militar chinesa em combate

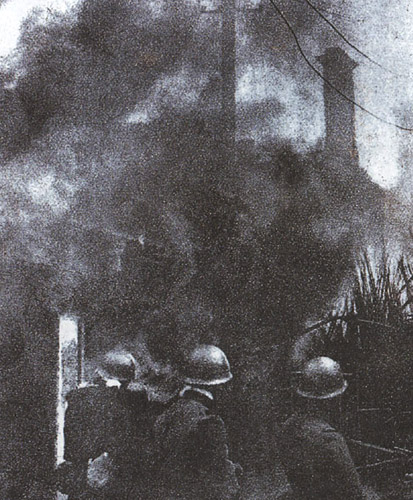
Tropas japonesas queimando bairros residenciais

O incidente de 28 de janeiro ou incidente de Xangai (28 de janeiro - 3 de março de 1932) foi um conflito entre a República da China e o Império do Japão. Ocorreu no Assentamento Internacional de Xangai, que estava sob controle internacional. Oficiais do exército japonês, desafiando as autoridades superiores, provocaram manifestações anti-japonesas no Assentamento Internacional após a invasão japonesa da Manchúria. O governo japonês enviou uma seita de sacerdotes budistas japoneses ultranacionalistas militantes pertencentes à seita Nichiren para Xangai. Os monges gritaram slogans nacionalistas anti-chineses e pró-japoneses em Xangai, promovendo o domínio japonês sobre a Ásia Oriental. Em resposta, uma multidão chinesa se formou matando um monge e ferindo dois. Em resposta, os japoneses em Xangai se revoltaram e incendiaram uma fábrica, matando dois chineses.  Combates pesados eclodiram, e a China apelou sem sucesso para a Liga das Nações. Uma trégua foi finalmente alcançada em 5 de maio, pedindo a retirada militar japonesa e o fim dos boicotes chineses aos produtos japoneses.
Internacionalmente, o episódio intensificou a oposição à agressão do Japão na Ásia. O episódio ajudou a minar o governo civil em Tóquio; O primeiro-ministro Inukai Tsuyoshi foi assassinado em 15 de maio de 1932.